# 公子成 (宋国)
公子成（？—？），子姓，名成，是宋庄公的儿子，宋闵公、宋桓公的弟弟，宋国右师。
前625年冬季，晋国的先且居、公子成、陈国的辕选、郑国的公子归生攻打秦国，占取了汪地和彭衙，然后回国，以报复上次彭衙的战役。
前620年夏季四月，宋成公死了。这时候公子成做右师，公孙友做左师，乐豫做司马，鳞矔做司徒，公子荡做司城，华御事做司寇。宋昭公准备杀死公子们。乐豫谏言劝阻，宋昭公不听。宋国的穆族和襄族率领国人攻打宋昭公，在宫里杀了公孙固和公孙郑。六卿和公室讲和，乐豫将司马的官职让给宋昭公的弟弟公子卬。